# Дечак у пругастој пиџами (књига)
Дечак у пругастој пиџами (енгл. The Boy in the Stripped Pyjamas) историјски је роман ирског романописца Џона Бојна из 2006. године. Бојн је изјавио да је, слично као и са другим својим романима, читав нацрт за овај роман написао за два и по дана, приликом чега није много спавао, али је веома озбиљно проучавао Холокауст годинама пре него што је написао роман. Књига је добила мешовите критике, где су се позитивне критике освртале на Бојнов роман као на морану причу и басну, док су се негативне критике односиле на историјске нетачности и штету коју она може направити приликом учења о Холокаусту. До 5. децембра 2016. године, роман је продат у више од седам милиона примерака широм света. Ова књига је 2007. и 2007. године била најпродаванија књига у Шпанији, а достигла је и број један на списку бестселера Њујорк тајмса.
Истоимена филмска адаптација овог романа изашла је 2008. године, док је 2017. године роман адаптиран у балет.